# Gerbéviller
Gerbéviller (deutsch Gilbertsweiler) ist eine französische Gemeinde mit 1319 Einwohnern (Stand 1. Januar 2022) im Département Meurthe-et-Moselle in der Region Grand Est (bis 2015 Lothringen). Sie gehört zum Arrondissement Lunéville und zum Kanton Lunéville-2.

## Geografie
Gerbéviller liegt 14 Kilometer südlich von Lunéville, 23 Kilometer nordwestlich von Rambervillers und gut 40 Kilometer nördlich von Épinal. Der Ort liegt am Fluss Mortagne, hauptsächlich an seinem linken Ufer. Nachbargemeinden von Gerbéviller sind Haudonville, Moriviller, Remenoville, Seranville, Vallois, Moyen, Fraimbois, Hériménil, Xermaménil und Blainville-sur-l’Eau.

## Geschichte
Gerbéviller wurde erstmals 1149 erwähnt. Zur gleichen Zeit wurden eine Burg und eine Stadtmauer gebaut. Bis zum Ende des Jahrhunderts gehörte der Ort zur Apanage der jüngeren Söhne des Hauses Châtenois. 1265 zwang Friedrich III., Herzog von Lothringen, dem Ort – gleichzeitig mit Lunéville und Einville – eine Verfassung auf. Später ging Gerbéviller in den Besitz der Familien Wisse, Du Châtelet bzw. Tornielle über.
1636, während der Belagerung von Moyen, wurde Gerbéviller niedergebrannt. Die Burg wurde – wie der größte Teil der Burgen Lothringens und Frankreichs – auf Befehl Richelieus zerstört. Die Stadtmauern wurden 1681 abgerissen, aber zwischen 1704 und 1707 wieder aufgebaut.
1737 erbte Camille de Lambertye von seinem Onkel Anne-Joseph de Tornielle die Baronie Gerbéviller, die zu einer Markgrafschaft erhoben wurde. Lambertye ließ von Germain Boffrand, der u. a. auch die Burg von Lunéville baute, das Château de Gerbéviller bauen, einen der schönsten Adelssitze Lothringens.
Ende August 1914 stieß der Vormarsch der 6. deutschen Armee im Ort Gerbéviller auf starken Widerstand. Die Deutschen exekutierten daraufhin zivile Einwohner und brannten das Dorf nieder. Sie zerstörten 455 der insgesamt 475 Häuser. Die Gemeinde trug danach zeitweise den Namen „Gerbéviller-la-Martyre“. Präsident Raymond Poincaré besuchte Gerbéviller am 29. November 1914 und zeichnete die Schwestern von Saint-Charles de Nancy des Hospice-ambulance de Gerbéviller mit ihrer Oberin Sœur Julie für ihren rettenden Einsatz zugunsten verletzter französischer Soldaten mit dem Titel der Ehrenlegion aus. Auch das Schloss ist stark zerstört worden, nur die untere Etage wurde später wieder hergestellt. Es gehört heute dem Prinzen Charles d'Arenberg.

### Bevölkerungsentwicklung
| Jahr      | 1962 | 1968 | 1975 | 1982 | 1990 | 1999 | 2007 | 2020 |
| Einwohner | 857  | 899  | 970  | 1300 | 1275 | 1402 | 1368 | 1330 |

## Sehenswürdigkeiten
- Château de Gerbéviller, Schloss mit Garten und Pfalzkapelle
- Turm der ehemaligen Kirche Saint-Pierre

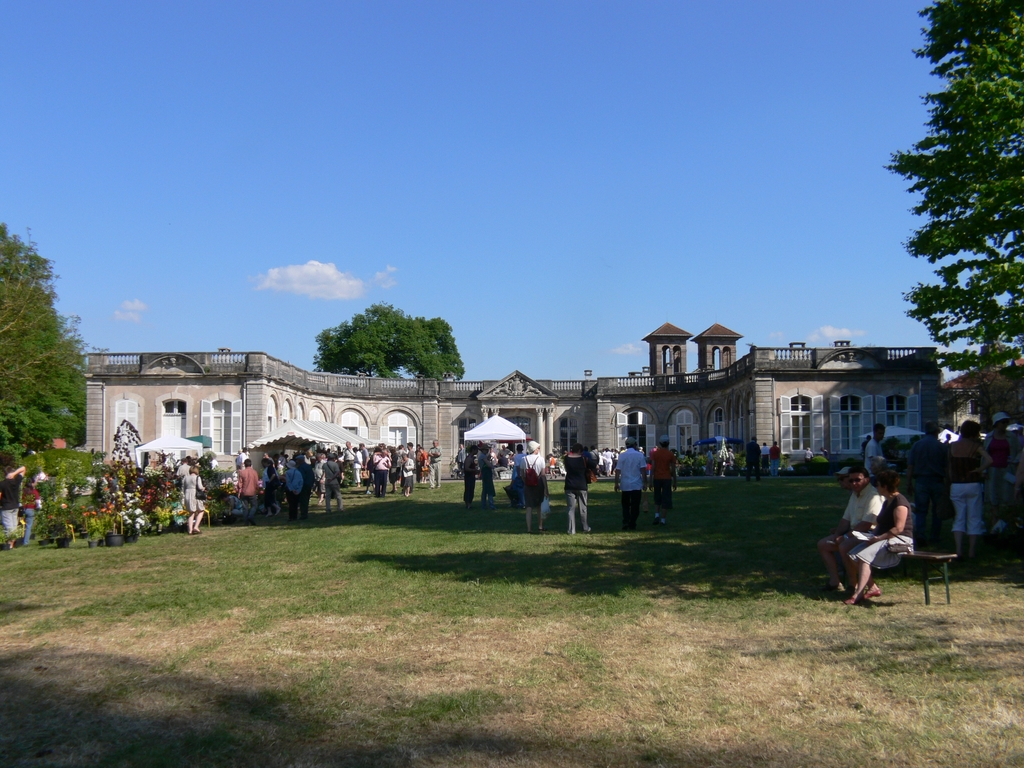
Schloss Gerbéviller
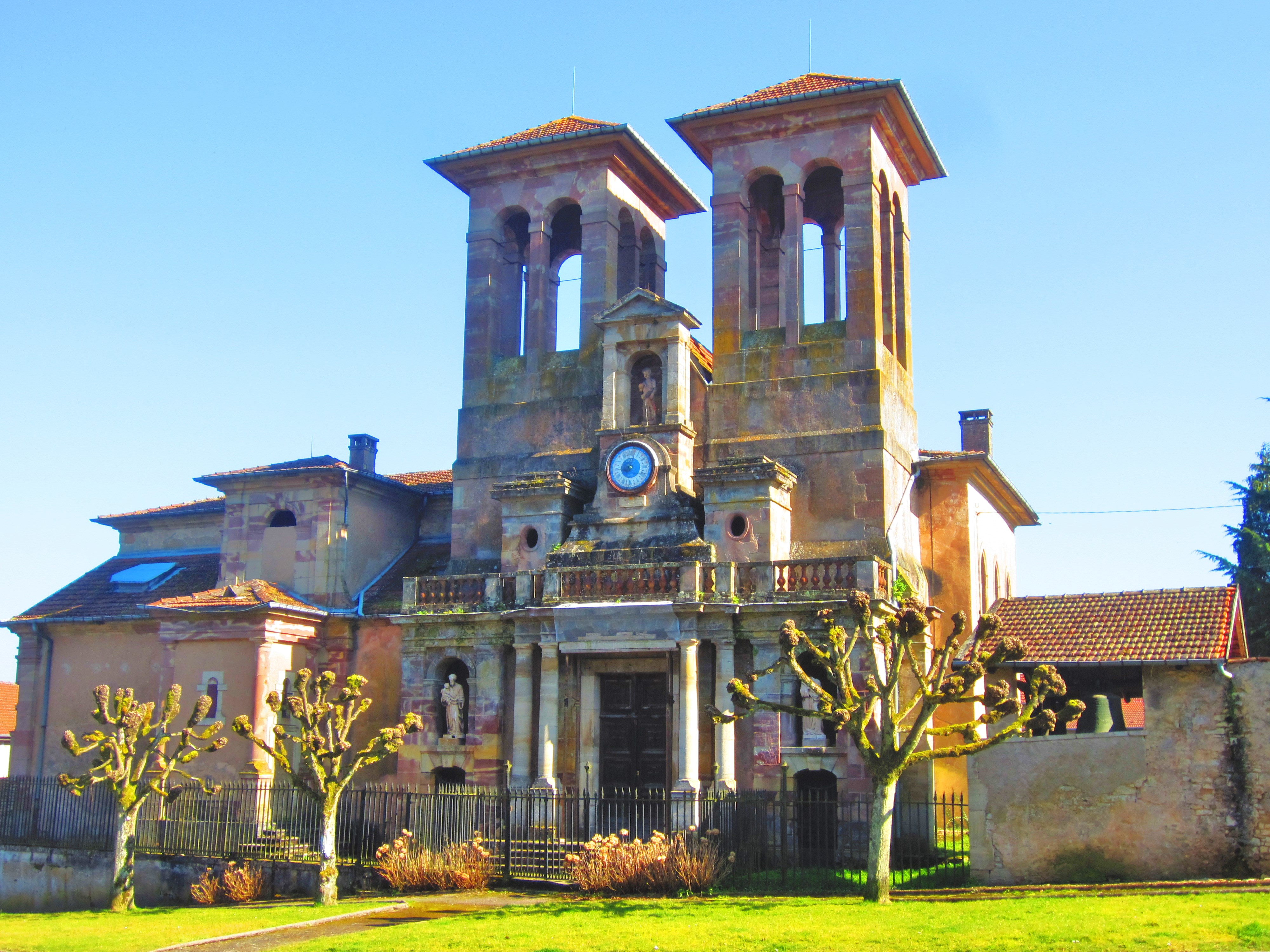
Pfalzkapelle des Schlosses
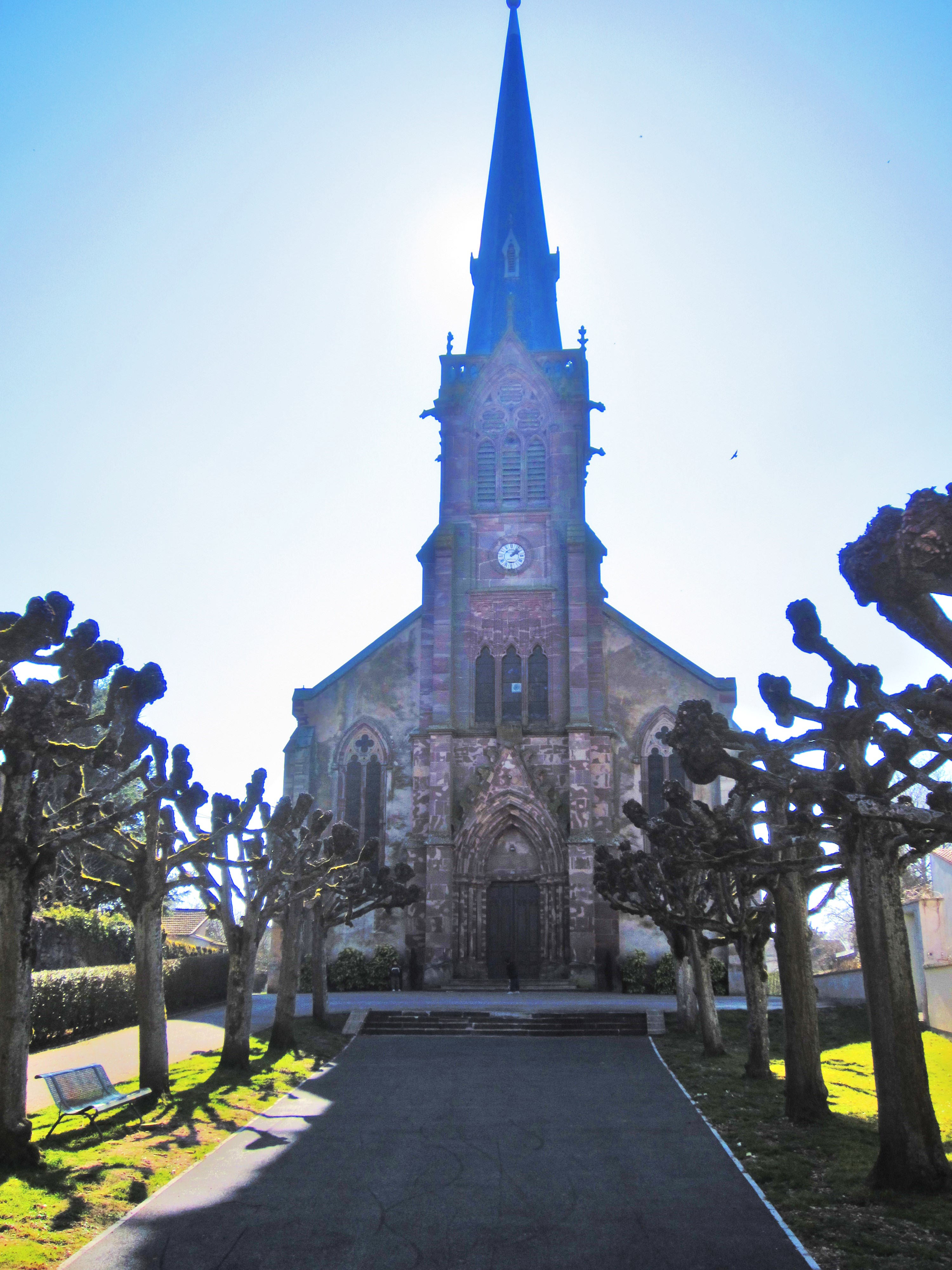
Kirche Saint-Pierre-et-Saint-Sylvestre
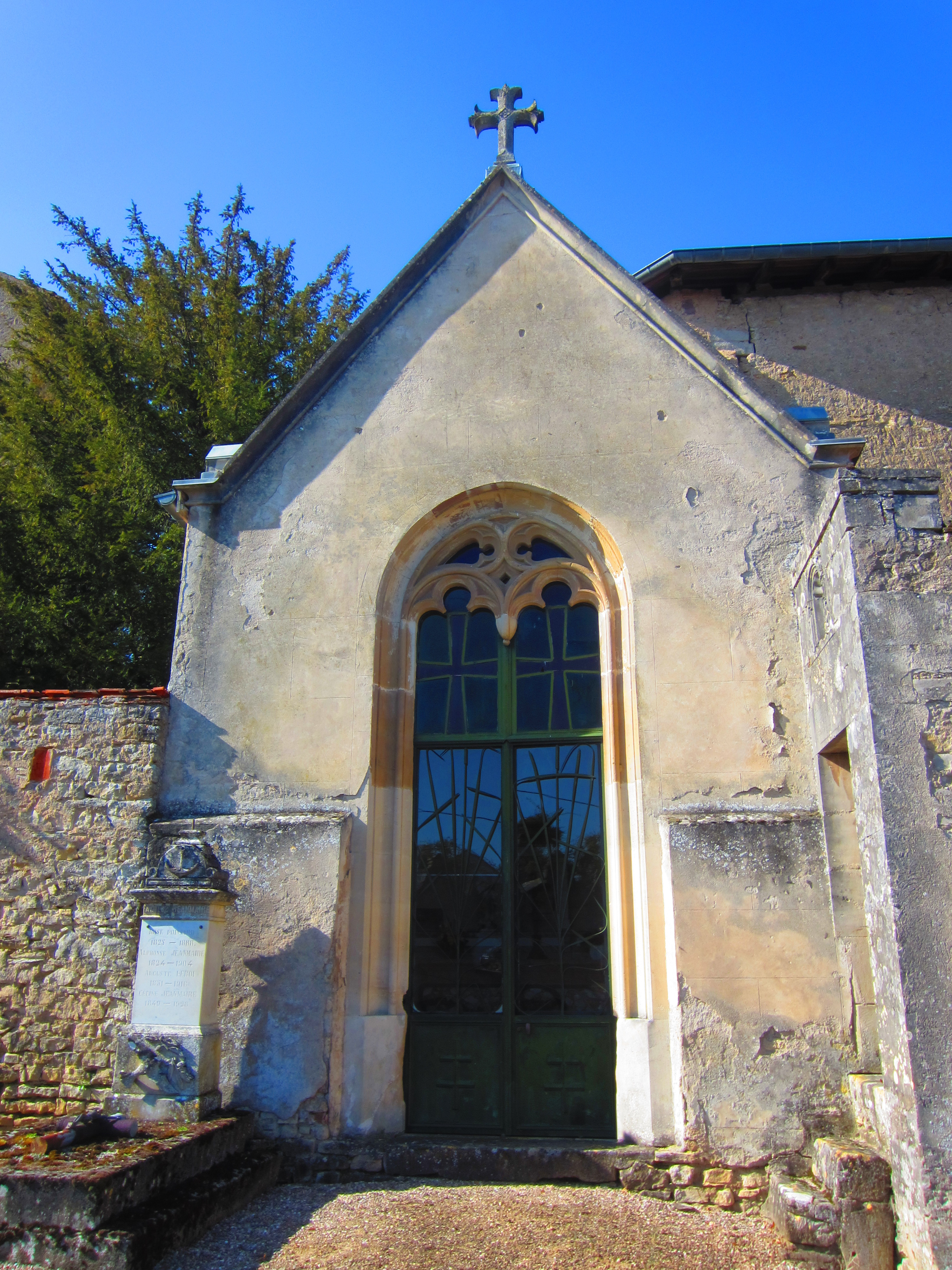
Friedhofskapelle
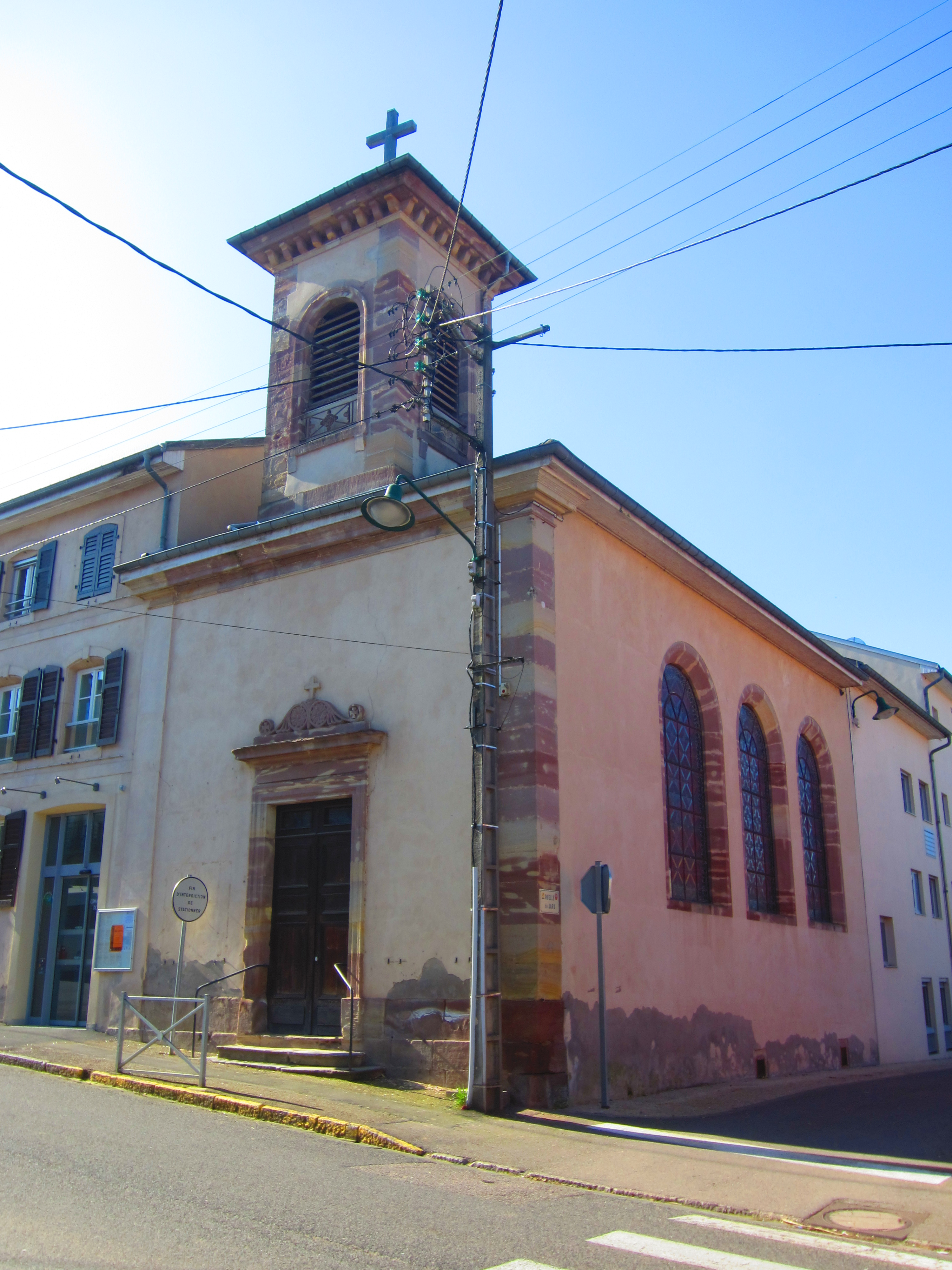
Kapelle des Seniorenheims Sœur-Julie
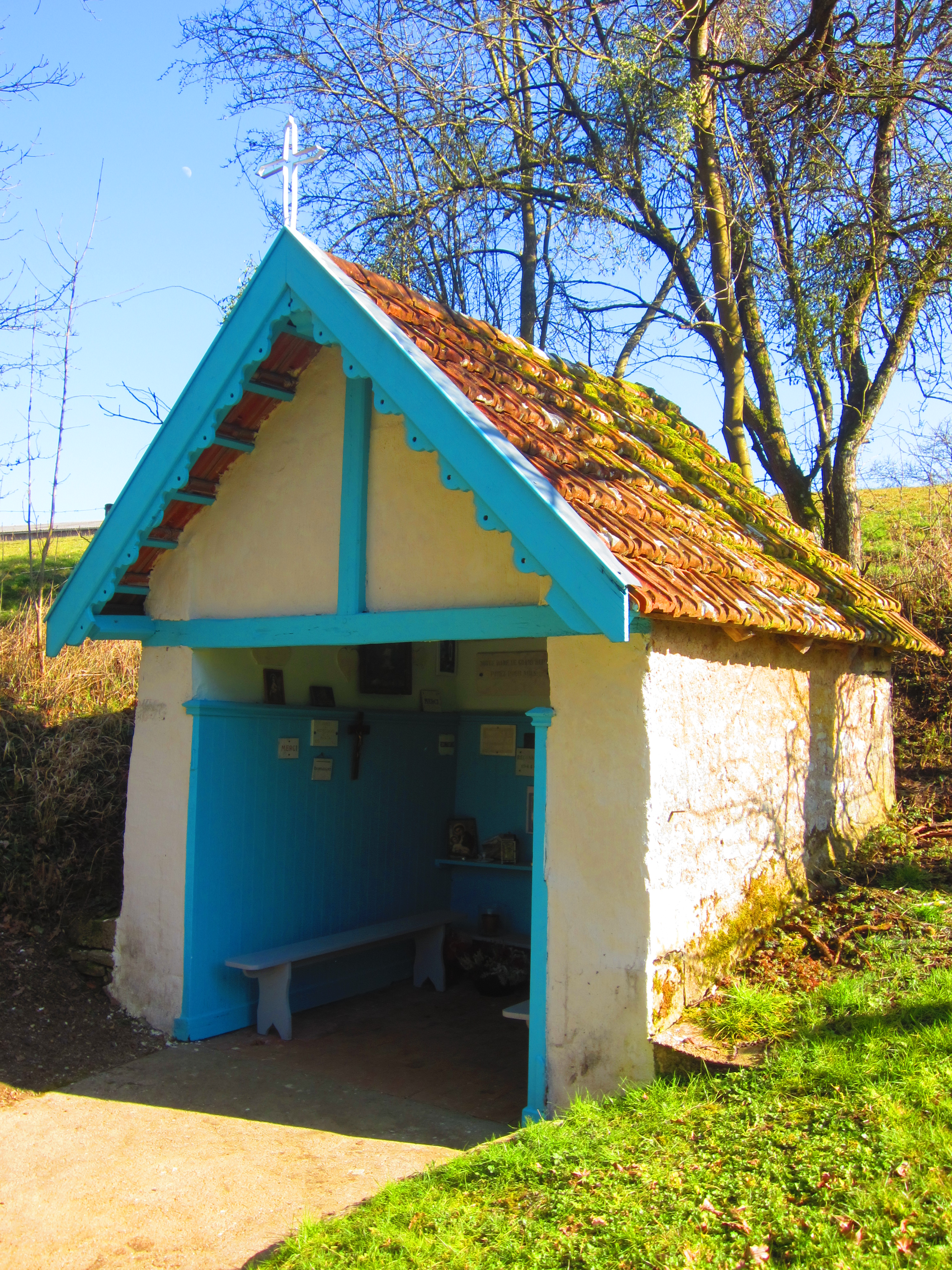
Kapelle Notre-Dame

## Persönlichkeiten
- Auguste Gaudel (1880–1969), römisch-katholischer Bischof, geboren in Gerbéviller.